# Send et par ord
|  | Denne artikel er oprettet af botten Steenthbot ud fra en ekstern database. Den kan derfor have sproglige fejl eller mangler. Denne skabelon kan fjernes efter kontrol af indholdet. |

Send et par ord er en dansk oplysningsfilm fra 1971 instrueret af Jens Henriksen.

## Handling
Inspiration til øget privat brevskrivning.